# اعتمادات مرحلة
اعتمادات مرحَّلة (بروتوكول كيوتو) هو إجراء يتم من خلاله حساب الكربون الذي تحسب به الدول تخفيضات الانبعاثات التاريخية التي تجاوزت الأهداف الدولية السابقة نحو أهدافها الحالية. في جوهرها، تمثل أرصدة المبالغ المُرحّلة حجم الانبعاثات التي كان من الممكن أن تصدرها الدولة، لكنها لم تفعل ذلك. عند استخدامه بالإشارة إلى اتفاقية باريس، فإنه يشير إلى مخطط يتم بموجبه «ترحيل» أرصدة آلية التنمية النظيفة (اعتمادات آلية التنمية النظيفة) التي قدمها بروتوكول كيوتو إلى الأسواق الجديدة التي أنشأها الاتفاق. كجزء من اتفاقية باريس، سيتم استبدال أرصدة آلية التنمية النظيفة بسوق دولية لتجارة الانبعاثات، حيث يمكن للدول بيع أرصدة انبعاثاتها الزائدة إلى دول أخرى. في حين أن معظم البلدان لا تحسب ائتماناتها، فإن العديد من البلدان بقيادة أستراليا، بما في ذلك البرازيل والهند وأوكرانيا تحاول السماح بترحيل ائتماناتها. وقد تم انتقاد الاقتراح، حيث يقدر العلماء أنه إذا استفادت الدول بالكامل من اعتماداتها الزائدة، فقد ترتفع درجات الحرارة العالمية بمقدار 0.1 درجة مئوية إضافية. بالإضافة إلى ذلك، يمكن للدول استخدام رصيدها الزائد لإغراق السوق وخفض سعر الائتمان إلى حد كبير.